# Sequência dupla
Seja uma função {\displaystyle f:\mathbb {N} ^{2}=\mathbb {N} \times \mathbb {N} \rightarrow \mathbb {R} }, ou seja, uma função cujo domínio são os pares {\displaystyle (m,n)}, com {\displaystyle m,n\in \mathbb {N} }. Suponha, então, uma rede limitada à esquerda e acima com os termos {\displaystyle a_{m,n}}, conforme ilustrado abaixo
| {\displaystyle a_{1,1}} | {\displaystyle a_{1,2}} | {\displaystyle a_{1,3}} | {\displaystyle a_{1,4}} | {\displaystyle \cdots } |
| {\displaystyle a_{2,1}} | {\displaystyle a_{2,2}} | {\displaystyle a_{2,3}} | {\displaystyle a_{2,4}} | {\displaystyle \cdots } |
| {\displaystyle a_{3,1}} | {\displaystyle a_{3,2}} | {\displaystyle a_{3,3}} | {\displaystyle a_{3,4}} | {\displaystyle \cdots } |
| {\displaystyle a_{4,1}} | {\displaystyle a_{4,2}} | {\displaystyle a_{4,3}} | {\displaystyle a_{4,4}} | {\displaystyle \cdots } |
| {\displaystyle \cdots } | {\displaystyle \cdots } | {\displaystyle \cdots } | {\displaystyle \cdots } | {\displaystyle \cdots } |

Denotamos por {\displaystyle \{a_{m,n}\}} a sequência dupla dessa função.
O valor do termo {\displaystyle a_{m,n}} dessa sequência, correspondente à posição {\displaystyle (m,n)}, é chamado de {\displaystyle (m,n)-{\acute {e}}simo} termo da sequência dupla.
É fácil notar que, como a sequência é definida em {\displaystyle \mathbb {N} ^{2}}, {\displaystyle (m_{1},n_{1})\leq (m_{2},n_{2})\Leftrightarrow m_{1}\leq m_{2}} e {\displaystyle n_{1}\leq n_{2}}.

## Convergência
Dizemos que uma sequência dupla é convergente se {\displaystyle \exists a\in \mathbb {R} ,\forall \varepsilon >0,\exists (m_{0},n_{0})\in \mathbb {N} ^{2}:\left\vert a_{m,n}-a\right\vert <\varepsilon ,\forall (m,n)\geq (m_{0},n_{0})}. 
Assim, {\displaystyle \{a_{m,n}\}} é convergente se {\displaystyle a_{m,n}\rightarrow a}. Como {\displaystyle a} é único, ele é chamado de limite duplo de {\displaystyle \{a_{m,n}\}} e é denotado por {\displaystyle {\underset {(m,n)\rightarrow (\infty ,\infty )}{\lim }}a_{m,n}}.

### Teorema do limite em sequências duplas
Tome {\displaystyle a_{m,n}\rightarrow a,b_{m,n}\rightarrow b}, isso implica 
(1) {\displaystyle a_{m,n}+b_{m,n}\rightarrow a+b}
(2) {\displaystyle ra_{m,n}\rightarrow ra,\forall r\in \mathbb {R} }
(3) {\displaystyle a_{m,n}b_{m,n}\rightarrow ab}
(4) seja {\displaystyle a\neq 0}, {\displaystyle \exists (m_{0},n_{0})\in \mathbb {N} ^{2}:a_{m,n}\neq 0,\forall (m,n)\geq (m_{0},n_{0})} e {\displaystyle {\frac {1}{a_{m,n}}}\rightarrow {\frac {1}{a}}}

### Critério de Cauchy para convergência
Uma sequência dupla é convergente se e somente se é uma sequência dupla de Cauchy.
| DEMONSTRAÇÃO |
| --- |
| {\displaystyle (\Rightarrow )} Imediato. {\displaystyle (\Leftarrow )} Seja {\displaystyle \{a_{m,n}\}} uma sequência dupla de Cauchy, tome as sequências diagonais {\displaystyle b_{n}:a_{n,n}}, para {\displaystyle n\in \mathbb {N} }. Oras, {\displaystyle b_{n}} é uma sequência de Cauchy. A prova segue, então, do Critério de Cauchy de uma variável. Seja {\displaystyle b_{n}\rightarrow b} e {\displaystyle \varepsilon >0} dado,{\displaystyle \exists n_{0}\in \mathbb {N} :\left\vert b_{n}-b\right\vert <\varepsilon ,\forall n\geq n_{0}.} Como {\displaystyle \{a_{m,n}\}} é Cauchy, {\displaystyle \exists n_{1}\in \mathbb {N} :n_{1}\geq n_{0}} e {\displaystyle \left\vert a_{m,n}-a_{p,q}\right\vert <\varepsilon ,\forall (m,n),(p,q)\geq (n_{1},n_{1}).} Pela desigualdade triangular {\displaystyle \left\vert a_{m,n}-b\right\vert \leq \left\vert a_{m,n}-a_{n_{1},n_{1}}\right\vert +\left\vert b_{n_{1}}-b\right\vert <2\varepsilon }. Logo, {\displaystyle a_{m,n}} converge para {\displaystyle b}. |

### Teorema da troca de limites
Se uma sequência dupla tem limite duplo e um (ou ambos) os limites
iterados, então esses limites têm que ser iguais.
| DEMONSTRAÇÃO |
| --- |
| Como o limite duplo existe, dado {\displaystyle \varepsilon >0},{\displaystyle \exists n_{0}:m,n\geq n_{0}\Rightarrow \left\vert a_{m,n}-a\right\vert <\varepsilon }. Segue que, se {\displaystyle {\underset {m\rightarrow \infty }{\lim }}{\underset {n\rightarrow \infty }{\lim }}a_{m,n}} existe e {\displaystyle {\underset {n\rightarrow \infty }{\lim }}a_{m,n}=b_{m}}, podemos levar {\displaystyle n\rightarrow \infty } em {\displaystyle \left\vert a_{m,n}-a\right\vert <\varepsilon } para obter {\displaystyle \left\vert b_{m}-a\right\vert <\varepsilon }, se {\displaystyle n\geq n_{0}}, de modo que {\displaystyle b_{m}\rightarrow a}, cqd. |